# Episodi di SOKO Wismar (prima stagione)
La prima stagione della serie televisiva SOKO Wismar è stata trasmessa in anteprima in Germania dalla ZDF tra il 6 ottobre 2004 e il 10 novembre 2004.
| nº | Titolo originale        | Titolo italiano | Prima TV Germania | Prima TV Italia |
| -- | ----------------------- | --------------- | ----------------- | --------------- |
| 1  | Trojanisches Pferd      | inedito         | 6 ottobre 2004    | inedito         |
| 2  | Endstation              | inedito         | 13 ottobre 2004   | inedito         |
| 3  | Geisterschiff           | inedito         | 20 ottobre 2004   | inedito         |
| 4  | Doppelt hält schlechter | inedito         | 27 ottobre 2004   | inedito         |
| 5  | Doppelvierer            | inedito         | 3 novembre 2004   | inedito         |
| 6  | Gelegenheit macht Diebe | inedito         | 10 novembre 2004  | inedito         |